# Hubert Steinhaus
Hubert Steinhaus (* 16. Juli 1932 in Gladbeck; † 12. März 2012 in Altenberge) war ein deutscher Erziehungswissenschaftler. Er wurde vor allem bekannt durch die seine Arbeit zur Bildungs- und Schulgeschichte.

## Leben
Hubert Steinhaus wurde am 16. Juli 1932 in Gladbeck geboren. Nach dem Abitur im Jahre 1952 studierte er an der Pädagogischen Akademie in Essen und war anschließend sechs Jahre als Volksschullehrer an einer Landschule im Kreis Borken tätig. Er promovierte 1965 zum Thema „Das Bild des erziehenden Lehrers in der deutschen pädagogischen Bewegung“ an der Universität Münster. Nach einer Assistentur am Deutschen Institut für wissenschaftliche Pädagogik und Dozenturen für Allgemeine Pädagogik an der PH Ruhr in Dortmund bzw. an der Gesamthochschule Duisburg habilitierte er mit einer Schrift zur „Pädagogik des Nationalsozialismus“. Anschließend wurde er zum ordentlichen Professor an die Pädagogische Hochschule Münster berufen, die 1980 in die Universität Münster eingegliedert wurde. Hier wurde er auch als Dekan des neuen Fachbereichs Erziehungswissenschaft tätig. Neben seiner akademischen Tätigkeit ist er als Förderer der Gegenwartskunst und durch seine Mitarbeit bei der Städtepartnerschaft Münster – Rjasan in der Öffentlichkeit hervorgetreten.

## Leistungen
Hubert Steinhaus wandte sich in Forschung und Lehre vor allem der Bildungs- und Schulgeschichte des 18. und 19. Jahrhunderts sowie der Pädagogik zur Zeit des Nationalsozialismus zu.

## Werke
- Das Bild des erziehenden Lehrers in der deutschen pädagogischen Bewegung : Dargest. an d. pädag. Selbstverständnis Rudolf Hildebrands, Ernst Lindes, Heinrich Scharrelmanns, d. Hamburger Schulreformer, Berthold Ottos u. Hermann Lietz'  1965 Dissertation. Westfälische Wilhelms-Universität Münster Deutsche Nationalbibliothek
- Hitlers pädagogische Maximen: „Mein Kampf“ und die Destruktion der Erziehung im Nationalsozialismus. Reihe „Studien zur Pädagogik der Schule“, Band 3. 1997. Frankfurt am Main: Verlag Peter Lang. ISBN 978-3-8204-6983-7.
- Der westfälische Provinzialverband des Katholischen Lehrerverbandes Deutschland in der Weimarer Republik bis zur Gleichschaltung durch den Nationalsozialismus (1920-1933). 2003 Dortmund: VBE-Verlag NRW GmbH. ISBN 978-3-934528-20-8.